# Distretto di Baksa
Il distretto di Baksa è un distretto dello stato dell'Assam, in India. Il suo capoluogo è  Musalpur.
È stato costituito nel 2003 in seguito agli accordi che hanno portato alla formazione del Bodoland Territorial Council del quale fa parte insieme ai distretti di Kokrajhar, Udalguri e Chirang.

## Geografia
Il distretto di Baksa si trova nella parte nord-occidentale dello stato dell'Assam al confine con il Bhutan. Il territorio è composto da colline nella parte più settentrionale che digradano verso sud fino a divenire ampie pianure ricoperte da rigogliose foreste. 
Nel distretto di Baksa si trova il Parco nazionale di Manas. 
Il clima è subtropicale con estati calde e umide seguite da inverni freschi e asciutti.

## Suddivisione
Il distretto comprende 3 suddivisioni (Mushalpur, Salbari e Tamulpur), 13 circoli (Baska, Barama, Tamulpur, Goreswar, Baganpara, Ghagrapar, Barnagar, Bajali, Jalah, Patharighat, Rangia, Sarupeta e Tihu), 15 blocchi di sviluppo (Baska, Tihu Barama, Tamulpur, Goreswar, Gobardhana, Dhamdhama, Nagrijuli, Jalah, Rangia, Bihdia-Jajikona, Bajali, Barigog Banbhag, Sipajhar, Tihu, Chakchaka) e 696 villaggi.